# Дорога отчаяния
«Дорога отчаяния» (англ. Desperation Road) — американский остросюжетный боевик режиссёра Надин Крокер, экранизация одноимённого романа Майкла Фэрриса Смита. Главные роли исполнили Гарретт Хедлунд, Мел Гибсон и Уилла Фицджералд. Премьера состоялась 6 октября 2023 года.

## Сюжет
В маленьком городке в Миссисипи правосудие и закон — две совершенно разные вещи. Бывший преступник пытается построить новую жизнь после выхода из тюрьмы и обращается за помощью к отцу. Но когда в его жизни появляется женщина, изначальные планы рушатся.

## В ролях
- Гарретт Хедлунд — Расселл Гейнс[2]
- Мел Гибсон — Митчелл Гейнс[2]
- Уилла Фицджералд — Мабен[3]
- Кэт Фостер[англ.][4]
- Райан Херст[2]
- Вуди Макклейн[2]
- Пайпер Браун[2]

## Производство
В октябре 2022 года стало известно, что Гарретт Хедлунд и Мел Гибсон сыграют в фильме «Дорога отчаяния» по одноимённой книге Майкла Фэрриса Смита. Месяц спустя к актёрскому составу присоединились Уилла Фицджералд и Кэт Фостер.
В феврале 2023 года появились первые фото со съёмочной площадки.

## Восприятие
На сайте-агрегаторе Rotten Tomatoes фильм имеет рейтинг 69 % на основании 13 обзоров критиков со средним баллом 6,3 из 10.